# Templet til Jupiter Optimus Maximus
Templet til Jupiter Optimus Maximus, også kendt som Templet til Jupiter Capitolinus (latin: Aedes Iovis Optimi Maximi Capitolini, italiensk: Tempio di Giove Ottimo Massimo; oversat: "Templet til Jupiter, den Bedste og den Største"), eller blot Jupiters Tempel eller Jupitertemplet, var det vigtigste romerske tempel i antikkens Rom, som lå på Kapitol-højen. Det var omgivet af Area Capitolina, et område, hvor adskillige helligdomme, altre, statuer og sejrstrofæer blev fremvist.
Templet blev indviet i 509 f.Kr. og var den første bygning og det det ældste større tempel i Rom. Ligesom mange andre templer i det centrale Italien delte det visse egenskaber med etruskisk arkitektur; kilder rapporterer, at etruskiske specialister blev hentet til udføre forskellige aspekter af dens konstruktion, herunder fremstilling og maling af antefikser og andre terracotta dekorationer. Templet blev oprindeligt bygget af træ, og blev derfor ødelagt af en brand i 83 f.Kr. Dens genopbygning beskæftigede håndværkere, der var tilkaldt fra Grækenland, og den nye bygning formodes at have været i græsk stil, selvom den ligesom andre romerske templer bibeholdt mange elementer af etruskisk stil. Den anden iteration af templet blev afsluttet i 69 f.Kr. Brande i de efterfølgende århundreder nødvendiggjorde yderligere to rekonstruktioner, som åbenbart fulgte moderne romersk arkitektonisk stil, omend af exceptionel størrelse.
Den første version af templet var det største tempel i etruskisk stil, som nogensinde er opført, og meget større end andre romerske templer i århundreder efter. Imidlertid er dens størrelse fortsat stærkt omstridt; baseret på én af datidens besøgende blev det hævdet at have været næsten 60×60 m – ikke langt fra de største græske templer. Uanset størrelsen var dens indflydelse på andre tidlige romerske templer betydelig og langvarig. Rekonstruktioner viser normalt meget brede udhæng og en bred søjlegang, der strækkte sig ned langs siderne – dog ikke rundt om bagvæggen, som det ville have gjort i et typisk græsk tempel. Et groft billede på en mønt fra 78 f.Kr. viser kun fire søjler og en meget travl taglinje.
Efter to yderligere brande stod det tredje tempel kun fem år – frem til 80 e.Kr. – men det fjerde overlevede indtil kejserrigets fald. Rester af det sidste tempel overlevede for at blive plyndret til spolia (sten taget fra en gammel struktur og genbrugt til nybyggeri) i middelalderen og renæssancen, men i dag overlever kun elementer af fundamentet og podiet eller basen; da de efterfølgende templer tilsyneladende genbrugte disse, kan de delvis dateres til den første bygning. Meget om de forskellige bygninger er fortsat usikkert.

## Historie

### Første tempel
Meget af det, der er kendt om Jupiters første tempel, stammer fra den tidlige romersk tradition. Kong Lucius Tarquinius Priscus havde lovet at opføre dette tempel, mens han kæmpede mod sabinerne og begyndte – i henhold til Dionysius af Halicarnassus – den terrassering, der var nødvendig for at understøtte templets fundament. Mange af Cappellaccio-stenene, som danner templets fundamentet, blev sandsynligvis udvundet direkte fra stedet, da det blev udgravet og jævnet til strukturen. Moderne kerneboring på Kapitol har bekræftet det omfattende arbejde, der var nødvendigt for at skabe et plant fundament. I henhold til Dionysius af Halicarnassus og Livius blev fundamentet og det meste af overbygningen af templet færdiggjort af Lucius Tarquinius Superbus – den sidste konge af Rom.
Livius siger endvidere, at forskellige guder omgav området, inden templet blev opført. Da augurne udførte ritualerne og søgte tilladelse til at fjerne dem, mente man kun, at guderne Terminus og Juventas havde nægtet. Deres helligdomme blev derfor indarbejdet i den nye struktur. Eftersom Terminus var grænsernes gud, blev hans afvisning tolket som et gunstigt varsel for den romerske stats fremtid. Et andet tegn var udseendet af en mands (som arbejde på at udgrave templets fundament) hoved. Det blev her sagt af augurerne (inklusive augurer bragt fra Etrurien), at dette betød, at Rom skulle være leder af et stort imperium.
Livius siger, at templet blev indviet den 13. september i året, hvor den romerske republik blev dannet og erstattede det romerske kongerige – som er 509 f.Kr. Cassius Dio og Plutarch er enige i denne beretning. I henhold til Dionysius af Halicarnassus blev det indviet to år senere – i 507 f.Kr. Tacitus deller denne fortolkning. Roms to nye statsoverhoveder – de to konsuler – var ansvarlig for at indvie templet. Ved lodtrækning, mellem de to konsuler, blev det bestemt, hvem der fik æren; Marcus Horatius Pulvillus vandt lodtrækningen. Horatius var konsul i både 509 og 507 f.Kr., som er årsagen til, at der er uenigheden om datoen for indvielsen.
Det oprindelige tempel kan have målt næsten 60×60 m, selvom dette skøn er stærkt bestridt af forskellige eksperter. Templet blev betragtet som det vigtigste religiøse tempel i hele staten Rom. Hver guddom i triaden havde en separat cella – med Juno Regina til venstre, Minerva til højre og Jupiter Optimus Maximus i midten. Det første tempel var dekoreret med mange terrakotta-skulpturer. Den mest berømte af disse var Jupiter, der kørte en quadriga – en vogn trukket af fire heste – som var på toppen af taget som en akroterion. Denne skulptur, såvel som kultstatuen af Jupiter i hovedcellaen, siges at have været fremstillet af den etruskiske kunsthåndværker Vulca af Veii. Kultstatuen af Jupiter viste guden stå og svinge et torden, iklædt en tunica palmata (en tunika dekoreret med billeder af palmeblade) og toga picta, farvet lilla og med en guldtråd. Dette kostume blev standarden at bære for sejrrige generaler, der fejrede en triumf.
Den originale tempeldekoration blev opdaget i 2014. Dette fund muliggjorde, at arkæologer for første gang kunne rekonstruere templets virkelige udseende i den tidligste fase.
Reparationer og forbedringer blev foretaget i løbet af templets levetid – herunder omstøbning af søjler og vægge i 179 f.Kr., tilføjelse af mosaikgulve i cellaen efter den tredje puniske krig og forgyldning af loftet i cellaen i 142 f.Kr. I årenes løb blev et utal af statuer og trofæer, dedikeret af sejrrige generaler, udstillet i templet – og i 179 f.Kr. blev nogle af disse fjernet for at mindske rod.
Det første tempel nedbrændte i 83 f.Kr. – under borgerkrigene under Sullas diktatur. De sibyllinske bøger gik også tabt under denne brænd, som siges at være skrevet af de klassiske sibyller, og opbevaret i templet (for at blive bevogtet og konsulteret af quindecimviri (råd på femten) om statsanliggender i tilfælde af en nødstilfælde).Skabelon:Capitoline Hill plan

### Andet tempel
Under Lucius Cornelius Sullas plyndring af Athen i 86 f.Kr., mens han plyndrede byen, beslaglagde Sulla nogle af de gigantiske ufuldstændige søjler fra Zeus-templet og transporterede dem tilbage til Rom, hvor de blev genbrugt i Jupiters tempel. Sulla håbede at leve indtil templet blev genopbygget, men Quintus Lutatius Catulus Capitolinus havde æren af at indvie den nye struktur i 69 f.Kr. Det nye tempel blev bygget efter samme plan og på det samme fundament, men med dyrere materialer. Litterære kilder antyder, at templet ikke var helt færdigt før i slutningen af 60'erne f.Kr. Omkring 65 e.Kr. stod de tre nye kultstatuer færdige. Den kryselefantiske statue af Jupiter blev skulptureret af Apollonius af Athen; dets udseende er almindeligt kendt fra kopier skabt til andre Jupiters templer i de romerske kolonier. Det indeholdt Jupiter siddende med en tordenbolt og scepter i begge hænder, og muligvis også et billede af gudinden Roma i den ene hånd.
I forbindelse med mordet på Cæsar låste Brutus og de andre sammensvorne sig inde i denne bygning. Tempel blev yderligere renoveret og repareret af Augustus. Det andet tempel brændte ned under kampene på højen den 19. december 69 e.Kr., da en hær, der var loyal over for Vespasian, kæmpede for at komme ind i byen i under Året for de Fire Kejsere.

### Tredje tempel
Den nye kejser, Vespasian (r. 69–79), genopbyggede hurtigt templet på det samme fundament – men med en overdådig overbygning. Det var højere end de tidligere strukturer, og havde en korintisk orden og statuer – inklusive en quadriga på toppen af gavlen og bigae drevet af sejrsfigurer på begge sider ved bunden af taget. Jupiters tredje tempel blev indviet i 75 e.Kr. Det tredje tempel brændte under Titus' (r. 79–81) regeringstid i 80 e.Kr.

### Fjerde tempel
Domitian (r. 81–96) begyndte straks at genopbygge templet – igen ud fra det samme fundament, men med den hidtil mest overdådige overbygning. I henhold til Plutarch brugte Domitian mindst tolv tusinde talenter guld til forgyldning af bronzetagsten. En udførlig skulptur prydede frontonen. En renæssancetegning af et beskadiget relief i Louvre-museet viser en fire-hestes vogn (quadriga) ved siden af en to-hestes vogn (biga). Ligeledes var der statuer af guden Mars og gudinden Venus. Templet blev afsluttet i 82 e.Kr. I midten af frontonen var guden Jupiter, flankeret af Juno og Minerva, siddende på troner. Nedenunder var en ørn med vinger spredt ud. En biga drevet af solguden og en biga drevet af månen blev afbildet på hver side af de tre guder.

## Area Capitolina
Area Capitolina var det område på den sydlige del af Kapitol, der omkransede Jupitertemplet og omsluttede det med uregelmæssige støttemure, der fulgte bakkeskråningerne. Området blev udvidet i 388 f.Kr. til omkring 3.000 m2. Clivus Capitolinus (hovedvejen, som gik gennem Forum Romanum) endte ved hovedindgangen til templet i midten af sydøstsiden, og Porta Pandana synes at have været en sekundær indgang; disse porte var lukket om natten. Junos hellige gæs – som siges at have slået alarm under den galliske belejring af Rom – blev holdt i området som blev bevogtet i den kejserlige periode af hunde holdt af en tempeltjener. Domitian gemte sig i hundeførerens bolig, da styrkerne fra Vitellius indtog Kapitol.
Underjordiske kamre kaldet favissae indeholdt beskadigede byggematerialer, gamle votivoffer og dedikerede genstande, der ikke var egnede til udstilling. Det var religiøst forbudt at forstyrre disse. Området rummede adskillige helligdomme, altre, statuer og sejrstrofæer. Nogle plebejer- og tribusforsamlinger mødtes der. I senantikken var det et marked for luksusvarer, og fortsatte som sådan ind i middelalderen: I et brev fra 468 e.Kr. beskriver Sidonius Apollinaris en køber, der forhandlede om prisen på ædelstene, silke og fine stoffer.

## Eksterne links
- "Jupiters tempel" i A Topographical Dictionary of Ancient Rome